# وست کاست کاستومز
وست کاست کاستومز (انگلیسی: West Coast Customs) شرکت خرده‌فروشی آمریکایی است، که در سال ۱۹۹۴ تأسیس شد.